# Dassault-Breguet Super Étendard
Dassault-Breguet Super Étendard là một máy bay tiêm kích tấn công hoạt động trên tàu sân bay của Pháp, loại máy bay này đang hoạt động trong Hải quân Pháp và Hải quân Argentina. Một số lượng nhỏ cũng được bán cho Không quân Iraq trong thời gian Chiến tranh Iran-Iraq.

## Thiết kế và phát triển
Đây là một sự phát triển từ loại Étendard IVM, trước đó nó đã bị thay thế bởi một phiên bản hải quân của SEPECAT Jaguar, có tên gọi là Jaguar M, cho đến khi kế hoạch này bị ngăn cản bởi các vấn đề chính trị. Nguyên mẫu đầu tiên bay vào ngày 28 tháng 10 năm 1974. Hải quân Pháp đầu tiên đặt hàng 60 chiếc cho kiểu mẫu mới, mà đợt giao hàng đầu tiên diễn ra vào tháng 6-1978 và Hải quân Argentina đặt hàng 14 chiếc. Super Étendard được phát triển song song với một phiên bản của tên lửa chống tàu Aérospatiale là AM 39 Exocet, và phiên bản này cũng được cung cấp cho Argentina.

## Lịch sử hoạt động

### Argentina

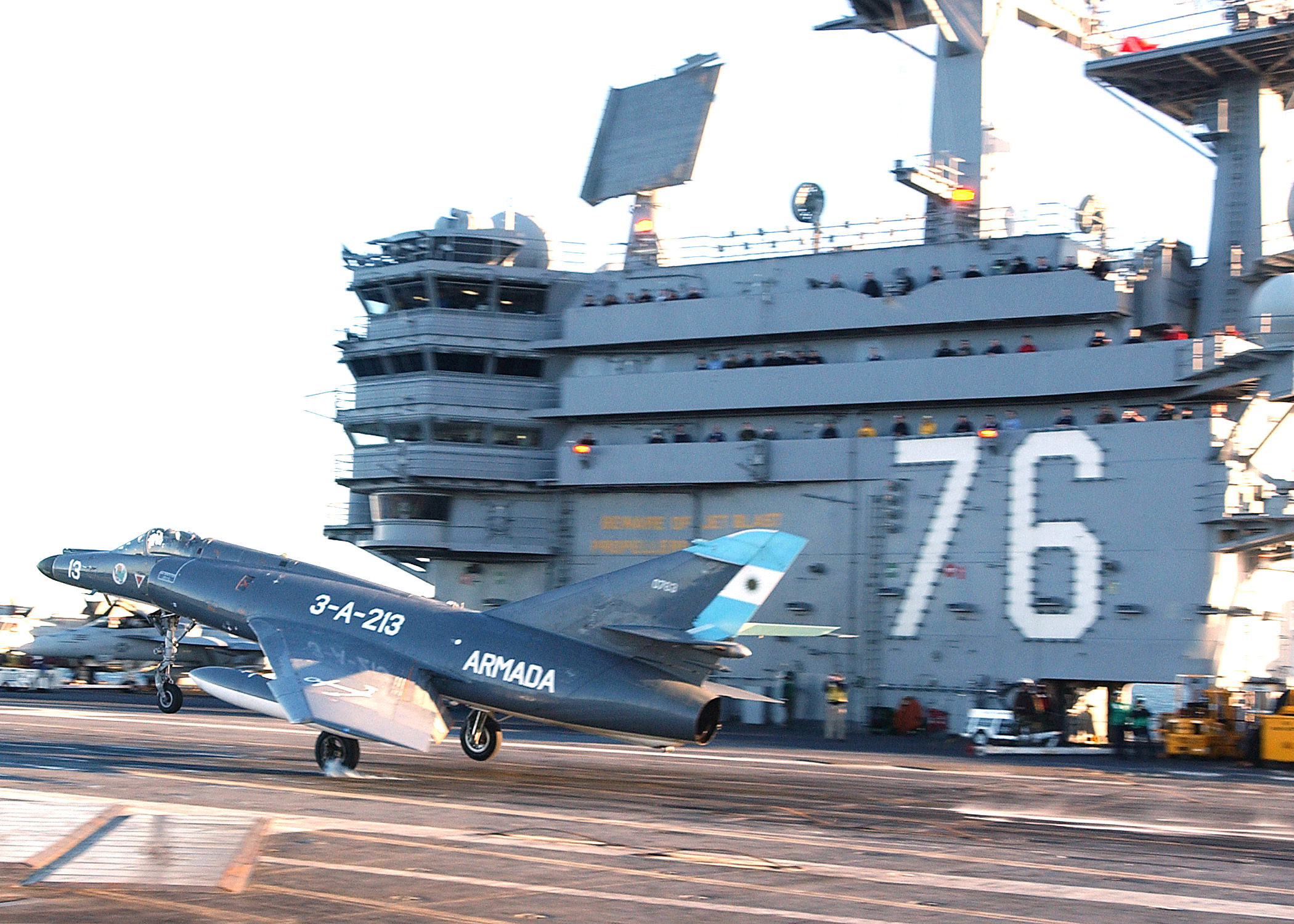
Super Étendard thuộc Hải quân Argentina trên tàu sân bay USS Ronald Reagan (CVN 76)

Hải quân Argentina quyết định mua 14 chiếc Super Étendard vào năm 1980, sau khi Hoa Kỳ đặt lệnh cấm vận quân sự — do cuộc Chiến tranh Bẩn thỉu — và từ chối cung cấp các phụ tùng thay thế cho những chiếc A-4Q Skyhawk. Các phi công Argentina đã được huấn luyện bởi các phi công Pháp từ tháng 11-1980 đến tháng 8-1981 tại Pháp, nhưng lúc đó đang diễn ra Chiến tranh Falklands, họ chỉ vẻn vẹn có 45 giờ bay thực tế trên máy bay. Trong thời gian tháng 8 và tháng 11-1981, 5 chiếc Super Étendard và 5 tên lửa Exocet đã được cung cấp cho Argentina. Tất cả năm tên lửa này đã được sử dụng trong thời gian xung đột, trong đó một tên lửa đã phá hủy tàu HMS Sheffield và một tàu vận thương mại chuyển máy bay Atlantic Conveyor. Hai tên lửa được sử dụng không hiệu quả, tên lửa thứ năm được dự định sử dụng trong một cuộc tấn công nhằm vào tàu sân bay HMS Invincible, nhưng máy bay không tìm thấy mục tiêu. (Một tên lửa Exocet thứ 6, đã làm hư hại tàu HMS Glamorgan, tên lửa này được phóng từ đất liền trên một xe tải rơ-mooc được chế tạo bởi các kỹ thuật viên Argentina. Trong thời gian diễn ra Chiến tranh Falklands, các máy bay Super Etendard đã xuất kích 580 lần và không một máy bay nào bị phá hủy.)

### Iraq
5 chiếc Super Étendard đã được cho Iraq mượn vào năm 1983 trong khi nước này đợi đợt giao hàng những chiếc Dassault Mirage F1. Những máy bay này sử dụng tên lửa Exocet đã có một số thành công khi chống lại những tàu chở dầu của Iran trong vịnh Persian trước khi được trao trả lại Pháp năm 1985.

### Pháp
Từ năm 1991, những chiếc Étendard IVM gốc được rút khỏi biên chế của Pháp, và những chiếc Super Étendard được sử dụng liên tục cho đến thập niên 1990 đã cho phép người Pháp sử dụng những thế hệ mới nhất của vũ khí chính xác được dẫn đường bằng laser. Những máy bay nâng cấp này, có tên gọi là Super Étendard Modernisé (SEM) đã tham gia vào các hoạt động trong Lực lượng liên minh của NATO trong chiến tranh Kosovo vào năm 1999, chúng đã thực hiện 400 nhiệm vụ chiến đấu với 73% số mục tiêu bị phá hủy: đây là tỷ lệ cao nhất trong các lực lượng không quân tham gia chiến tranh Kosovo. SEM cũng thực hiện những nhiệm vụ tấn công trong Chiến dịch tự do bền vững (Operation Enduring Freedom).
Tất cả những chiếc Super Étendard đều sẽ bị ngừng sử dụng trong biên chế của Pháp vào năm 2010, và chúng đã dần bị thay thế bởi những chiếc Dassault Rafale M từ năm 2006.

## Các quốc gia sử dụng

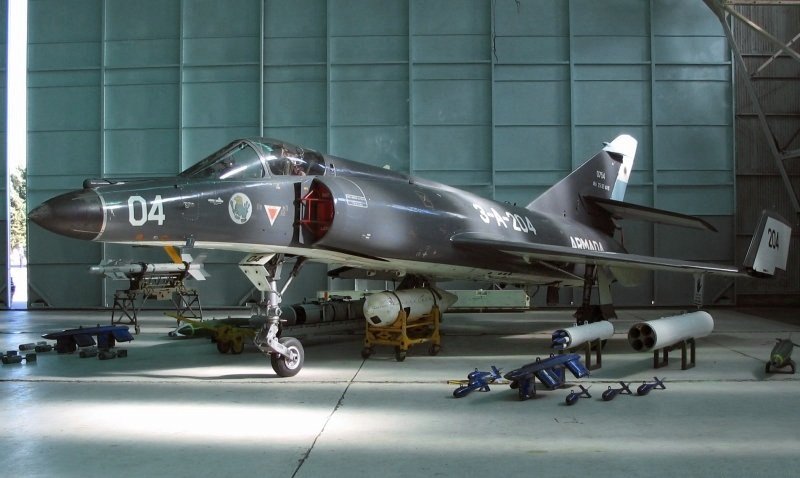
Super Étendard thuộc Hải quân Argentina

Argentina
- Argentine Navy

 Pháp
- Aviation Navale

 Iraq
- Iraqi Air Force

## Thông số kỹ thuật (Super Étendard)

### Đặc điểm riêng
- Phi đoàn: 1
- Chiều dài: 14.31 m (45 ft 10 in)
- Sải cánh: 9.60 m (31 ft 6 in)
- Chiều cao: 3.85 m (12 ft 4 in)
- Diện tích cánh: 29 m² (312 ft²)
- Trọng lượng rỗng: 6.460 kg (14.200 lb)
- Trọng lượng cất cánh: n/a
- Trọng lượng cất cánh tối đa: 11.500 kg (25.300 lb)
- Động cơ: 1× động cơ phản lực SNECMA Atar 8K-50, 49.0 kN (11.000 lbf)

### Hiệu suất bay
- Vận tốc cực đại: 1.180 km/h (637 knots, 733 mph)
- Tầm bay: 3.400 km (2.200 mi)
- Trần bay: 13.700 m (44.900 ft)
- Vận tốc lên cao: 100 m/s (19.700 ft/min)
- Lực nâng của cánh: 396 kg/m² (81.1 lb/ft²)
- Lực đẩy/trọng lượng: 0.43

### Vũ khí
- 2× pháo tự động 30 mm (1.18 in)
- 2.100 kg (4.600 lb) bom và rocket

## Nội dung liên quan

### Máy bay có cùng sự phát triển
- Dassault Étendard II
- Dassault Étendard IV
- Dassault Étendard VI

### Máy bay có tính năng tương đương
- Sukhoi Su-17
- Nanchang Q-5
- A-7 Corsair II
- Blackburn Buccaneer

### Trình tự thiết kế
- II - IV - VI - Super

### Danh sách
- Danh sách máy bay tiêm kích
- Danh sách máy bay quân sự của Pháp